# Matti Ristinen
Matti Ristinen (*  7. Januar 1974 in Nacka, Schweden) ist ein finnischer Schauspieler.

## Leben
Matti Ristinen studierte ab 1993 Schauspiel an der Universität Tampere und erwarb schließlich 1997 dort seinen Masterabschluss in Theaterwissenschaften. In den folgenden Jahren war er an unterschiedlichen Theatern in unterschiedlichen Städten, darunter Helsinki und Turku, beschäftigt.
Noch während seines Studiums gab Ristinen sein Filmdebüt in einer kleinen Nebenrolle in dem von Arto Halonen inszenierten und 1995 ausgestrahlten Fernsehfilm Koti. Sein Leinwanddebüt folgte einige Jahre später, als er wiederum in einer kleinen Nebenrolle, in Lauri Törhönens Kriegsfilm Hylätyt talot, autiot pihat zu sehen war. In seiner kompletten Karriere wirkte er bisher in fast 50 Film- und Fernsehproduktionen mit. So war er in Filmen wie Exorzist: Der Anfang und Wunder einer Winternacht – Die Weihnachtsgeschichte sowie in Serien wie Pirunpelto und Sydänjää zu sehen. Für seine Darstellung des finnischen Sängers Kari Tapio in der von Aleksi Mäkelä inszenierten Filmbiografie Olen suomalainen wurde Ristinen 2020 als Bester Hauptdarsteller für einen Jussi nominiert.
Seit 2014 spielt Ristinen in über 240 Folge mit der Rolle des Ilmari Nortamo in der Krankenhausfernsehserie Nurses eine der Hauptrollen. Auch in der Fernsehserie Alle Sünden übernahm er die Hauptrolle. Für die Darstellung des Jussi Ritola der in Nordfinnland spielenden Krimiserie wurde er 2021 als Bester Hauptdarsteller einer Fernsehserie für den finnischen Fernsehpreis Venla nominiert.
Ristinen ist mit der Schauspielerin Sari Haapamäki verheiratet. Das Paar hat zwei gemeinsame Kinder.

## Filmografie
- 1995: Koti
- 2000: Hylätyt talot, autiot pihat
- 2004: Exorzist: Der Anfang (Exorcist: The Beginning)
- 2005: Eisiges Land (Paha maa)
- 2007: Wunder einer Winternacht – Die Weihnachtsgeschichte (Joulutarina)
- 2008: Die Unbeugsame (Käsky)
- 2008–2010: Sydänjää (Fernsehserie, 24 Folgen)
- 2009–2013: Pirunpelto (Fernsehserie, 24 Folgen)
- seit 2014: Nurses (Syke, Fernsehserie)
- 2017: Unknown Soldier – Kampf ums Vaterland (Tuntematon sotilas)
- seit 2019: Alle Sünden (Kaikki synnit, Fernsehserie)
- 2019: Olen suomalainen
- 2021: Operation Omerta (Omerta 6/12)